# Exit (film, 2019)
Pour les articles homonymes, voir Exit.
Pour plus de détails, voir Fiche technique et Distribution.
Exit (hangeul : 엑시트 ; RR : Eksiteu, litt. « Sortie ») est une comédie d'action sud-coréenne écrite et réalisée par Lee Sang-geun, sortie en 2019. Il s’agit de son premier long métrage.

## Synopsis
Malgré le fait que Yong-Nam (Jo Jung-suk) était l’un des meilleurs grimpeurs de l’université, il n’a pas eu son diplôme. Au chômage depuis un bon moment, il survit grâce à ses parents. À l’occasion du soixante-dixième anniversaire de sa mère, il a tenu à ce que la fête se fasse dans une salle de réception au Dream Garden à Séoul, car c'est là-bas que travaille Eui-joo (Yoona), pour laquelle il a un coup de cœur depuis l'université. Soudain, la capitale est parsemée de mystérieux gaz blanc. Il doit mettre à profit ses talents d'escalade avec Eui-joo pour sauver tout le monde…

## Fiche technique
Sauf indication contraire, les informations mentionnées dans cette section peuvent être confirmées par la base de données cinématographiques IMDb,  présente dans la section « Liens externes ».
- Titre original : 엑시트
- Titre international : Exit
- Réalisation et scénario : Lee Sang-geun
- Décors : Chae Gyeong-seon[2]
- Costumes : Chae Kyung-wha[2]
- Photographie : Kim Il-yeon[2]
- Son : Kim Chang-seop[2]
- Montage : Lee Gang-hui[2]
- Musique : Mowg
- Production : Kang Hye-jung et Ryoo Seung-wan
- Société de production : Filmmaker R & K[2]
- Société de distribution : CJ Entertainment
- Pays d’origine :  Corée du Sud
- Langue originale : coréen
- Format : couleur
- Genres : comédie d'action
- Durée : 103 minutes
- Dates de sortie :
  - Corée du Sud : 31 juillet 2019

## Distribution
- Jo Jung-suk : Yong-nam
- Yoona : Eui-joo
- Go Doo-shim : Hyeon-ok
- Park In-hwan : Jang-soo
- Kim Ji-young : Jeong-hyeon
- Kang Ki-young : le chef Goo
- Kim Jong-goo : le deuxième oncle
- Kim Byeong-soon : le troisième oncle
- Hwang Hyo-eun : la deuxième sœur ainée
- Lee Bong-ryeon : la troisième sœur ainée
- Jung Min-sung : Elder, le premier beau-frère
- Park Sung-il : le troisième beau-frère
- Bae Yoo-ram : Yong-min
- Yoo Su-bin : Yong-soo
- Shin Se-hwi : Yong-hye
- Kim Kang-hoon : Ji-ho
- Ban Hye-ra : la deuxième tante
- Lee Jeong-in : la troisième tante
- Kim Kang-hyun : Gi-baek
- Yoon Hae-bin : Min-ji
- Park Chae-ik : Il-ho

## Production
En mai 2018, la production Filmmaker R & K et la distribution CJ Entertainment annoncent que Jo Jung-suk et Yoona sont engagés au premier long métrage de Lee Sang-geun en tant que scénariste et réalisateur. Le film est coproduit par Film K. Selon Korea JoongAng Daily, l’acteur interprète pour la première fois un personnage principal et l’actrice, la première fois dans un long métrage.
Le tournage a lieu entre le 4 août et le 12 décembre 2018.

## Accueil

### Sortie
Le film est sorti le 31 juillet 2019 en Corée du Sud, avec 2 962 548 spectateurs dans 1 660 salles, en quatre jours.

### Critique
Pour Yoon Min-sik du The Korea Herald, « Malgré quelques défauts, Exit est un film drôle et rempli d'action avec des personnages sympathiques (…) écrits pour être compatibles avec les acteurs, de l'humour sans contrainte, des axes claires et plein de suspense ; (…) ce n'est pas vraiment un film catastrophe, mais plutôt un film d'action/comédie » (« Despite a few flaws, 'Exit' a fun, action-packed film with likable characters (…) written to be compatible with each actor, unforced humor, clever lines and suspenseful action. (…)  this is not really a disaster film, but more of an action/comedy film »).

### Box-office
Le 7 août 2019, en huit jours, le film dépasse les quatre millions spectateurs et l’un des plus grands succès au box-office sud-coréen de cette année et, en deux semaines, les six millions.
| Pays ou région | Box-office        | Date d'arrêt du box-office | Nombre de semaines |
| -------------- | ----------------- | -------------------------- | ------------------ |
| Corée du Sud   | 9 366 445 entrées | en cours                   | 7 (en cours)       |